# Distrito de Cháparra
El distrito de Cháparra es uno de los trece que conforman la provincia de Caravelí, ubicada en el departamento de Arequipa en el Sur del Perú. Su localidad más poblada es  Cháparra (1555 hab.), su capital es Achanizo (700 hab.).
Desde el punto de vista jerárquico de la Iglesia católica forma parte de la Prelatura de Caravelí en la Arquidiócesis de Arequipa.

## Historia
El distrito fue creado en los primeros años de la República.

## Localidades
- Puerto Viejo
- Puente Cháparra
- Caramba
- Pampahuara
- Fundo El Convento
- La Victoria
- Arasqui
- Españolita

## Límites
- Por el Norte: con el distrito de Huanuhuanu

- Por el Este: con el distrito de Quicacha

- Por el Sur: con el distrito de Atico

- Por el Oeste: con el océano Pacífico

- Por el Noroeste: con el distrito de Chala

## Etimología
El nombre de CHÁPARRA proviene desde los tiempos en que los huari , guerreaban en contra de los aimaraes , quienes protegian a los chasquis , con el sistema de "chapallas" a fin de que estos no sean interrumpidos en sus actividades de tranasporte de pescado y mariscos , dirigidos a la ciudad de cusco . las chapallas eran rumas de piedras que se ubicaban en sitios altos de los cerros , para que sirvieran de defensa en caso de ataque a la aldea , el derrumbe de estas piedras provocaba la huida del enemigo , pero los españoles cuando escuchaban esta palabra al no poder pronunciarla bien , lo hablaban a su manera como Cháparra , hay lo referente al nombre del "valle "

## Autoridades

### Municipales
- 2019-2022

- Cristian Quillama Canal
- 2015-2018[3]
  - Alcalde: Nicolás Valerio Condori Mamani, del Movimiento Fuerza Arequipeña (FA).
  - Regidores: Gerarda Tobiana Mitma Aiquipa (FA), Martha Valentina Gutiérrez Oseda (FA), María Elena Reyes Rodríguez (FA), Alfredo Agustín Gavancho Salhue (FA), Vicente Zenón Neyra Dávalos (APRA).
- 2007-2010
  - Alcalde: Juan Carlos de la Torre Cárcamo.

### Policiales
- Comisario: MAYOR PNP. ROJAS MESIA Luis Alberto

## Festividades
- Virgen María del Pilar.
- Corpus Christi.